# 地黄连
地黄连（学名：Munronia sinica），为楝科地黄连属下的一个植物种。其种加词sinica，意为“中华的”。